# Badiostes patagonicus
Badiostes patagonicus — викопний вид хижих птахів родини соколових (Falconidae), що існував в Південній Америці у міоцені. Рештки птаха знайдено у відкладеннях формації Санта-Крус на півдні Аргентини. 